# Impero (torrente)
L'Impero (Impêu in ligure) è un torrente della provincia di Imperia.

## Idronimo
La parte alta del corso dell'Impero è anche denominata Maro, nome dal quale derivano quelli di alcuni centri abitati come Borgomaro o Maro Castello. La parte più bassa della valle invece prende a volte il nome di Valle di Oneglia, specie in passato. Sulla cartografia ufficiale della Regione Liguria il torrente è chiamato Impero per tutta la sua lunghezza.

## Percorso

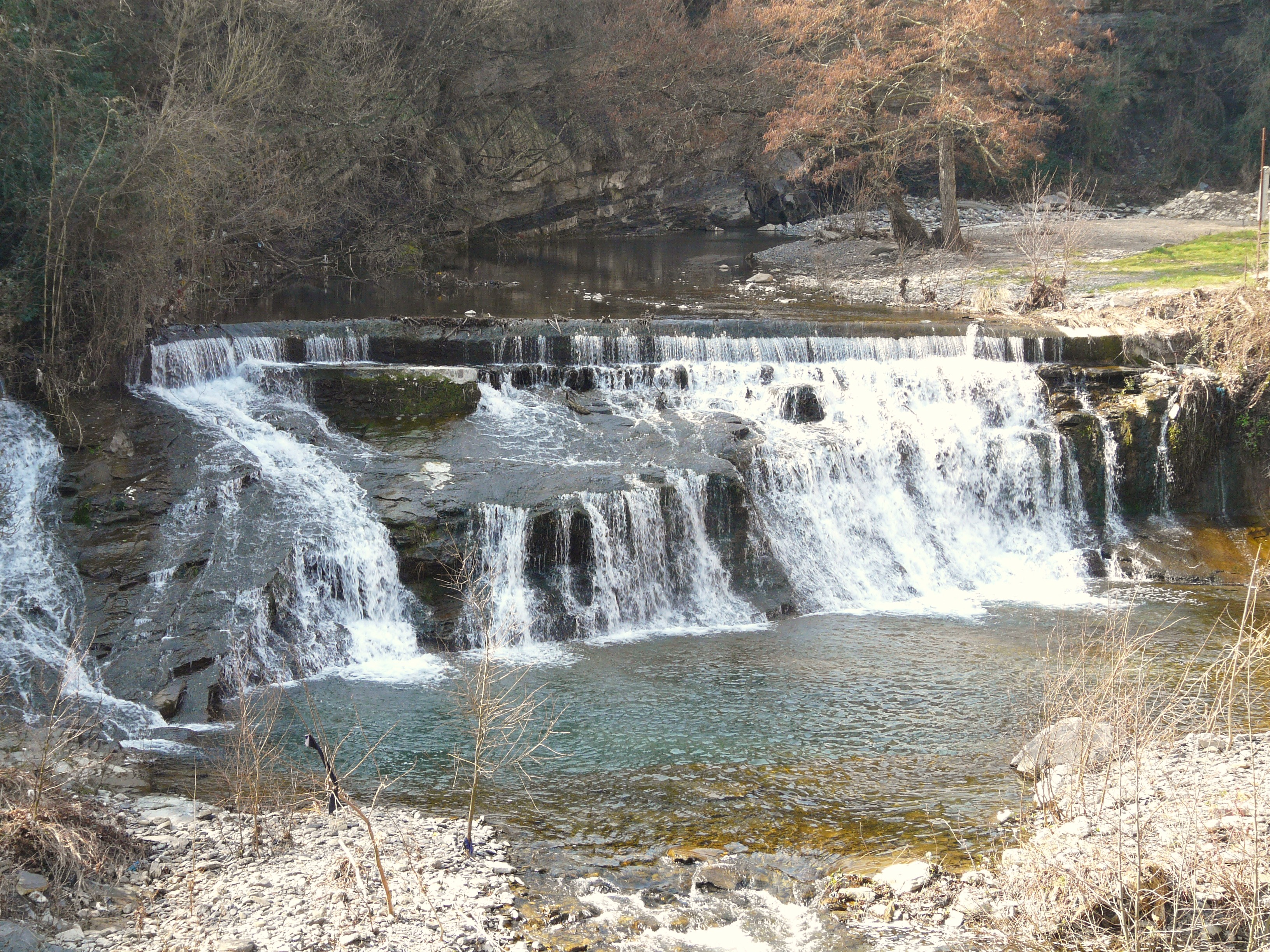
Cascate del torrente a monte di Borgomaro

Il torrente nasce presso il Monte Grande e scendendo verso sud-est segna per un certo tratto il confine tra i comuni di Aurigo e Borgomaro. In corrispondenza della frazione San Lazzaro Reale riceve da sinistra l'apporto del torrente Trexenda, poi ruota verso sud e bagna i territori di    Chiusanico, Lucinasco, Chiusavecchia, Pontedassio e sfocia infine nel Mar Ligure a Oneglia (Imperia). Dà il nome alla Valle dell'Impero. Anche i territori di Caravonica e di Cesio sono compresi nel bacino dell'Impero.

## Principali affluenti

### Alto corso
A monte di San Lazzaro Reale, luogo della confluenza tra il Trexenda e l'Impero (che in questo tratto viene anche denominato Maro), quest'ultimo riceve i rii sotto elencati.
- Destra idrografica:
  - rio Butasso,
  - rio Noceto,
  - rio Ponte,
  - rio Ciappa,
  - rio Rovera,
  - rio Pian Cappello
  - rio Fonti del Maro;
- sinistra idrografica:
  - rio Calanche,
  - rio Lavandero,
  - rio Lacori,
  - rio Cardéi.

### Rio Trexenda

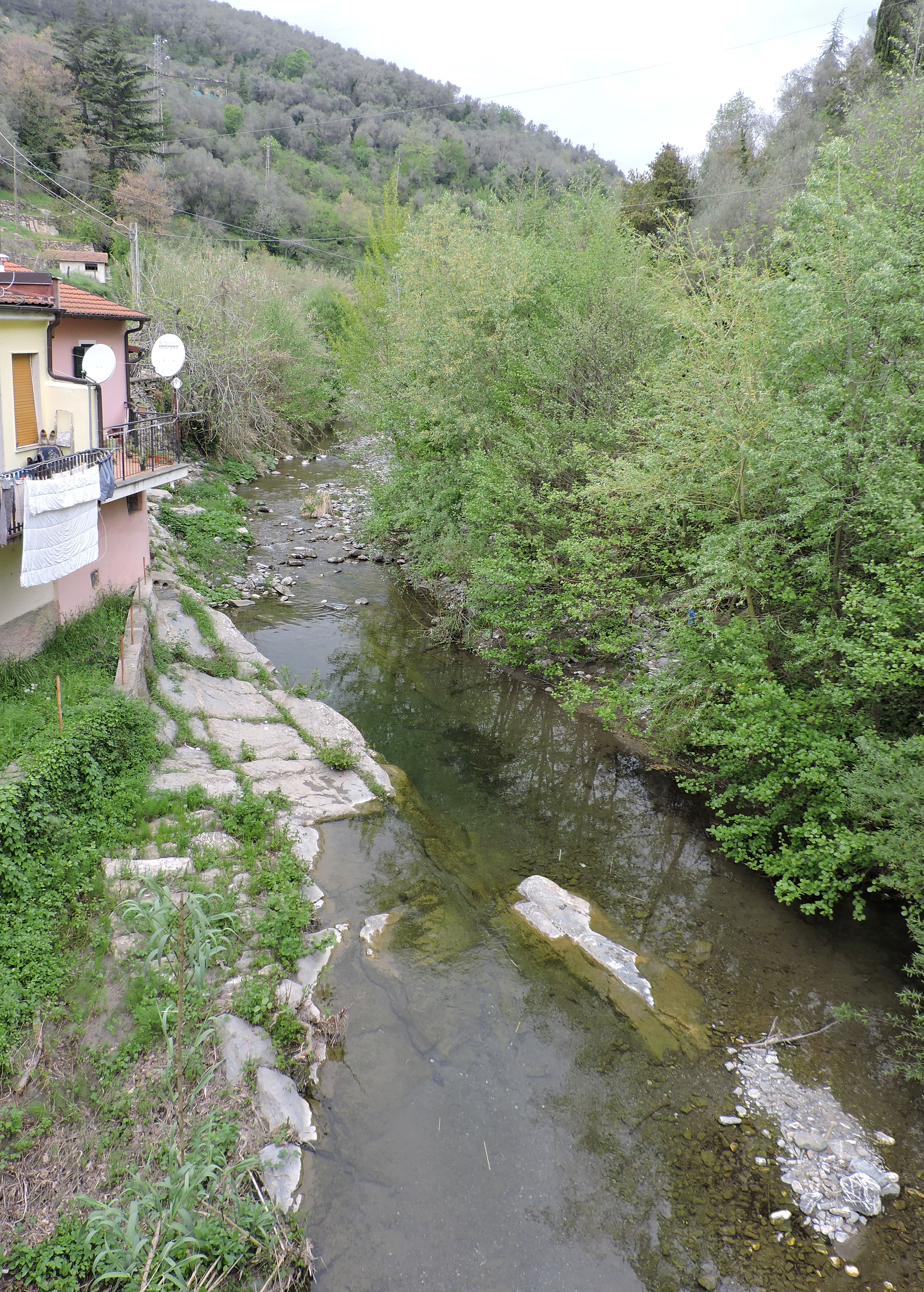
Il Trexenda a San Lazzaro

Il Trexenda (o Tresenda, o Tregenda) nasce col nome di rio Caravonica dal monte Mucchio di Pietre e riceve in destra idrografica il rio Bramoso e il rio Acquafredda. Ha un bacino di 13,3 chilometri quadrati.

### Basso corso
A valle di San Lazzaro Reale, luogo della confluenza tra il Tresenda e Maro, il torrente Impero riceve i rii sotto elencati, i più a valle dei quali non sono permanenti ma vanno di solito in secca per vari mesi all'anno.
- Destra idrografica:
  - rio Maddalena,
  - rio Olivastri,
  - rio Baghi,
  - rio Delle Ville,
  - rio Aribaga,
  - rio Ramà;
  - rio Ca Doria
  - rio Trexenda (loc Borgo d'Oneglia)
- sinistra idrografica:
  - rio Lavandero,
  - rio Candelero,
  - rio Viésci,
  - rio Rocca,
  - rio Monti,
  - rio Sgorreto,
  - rio Oliveto.

## Storia

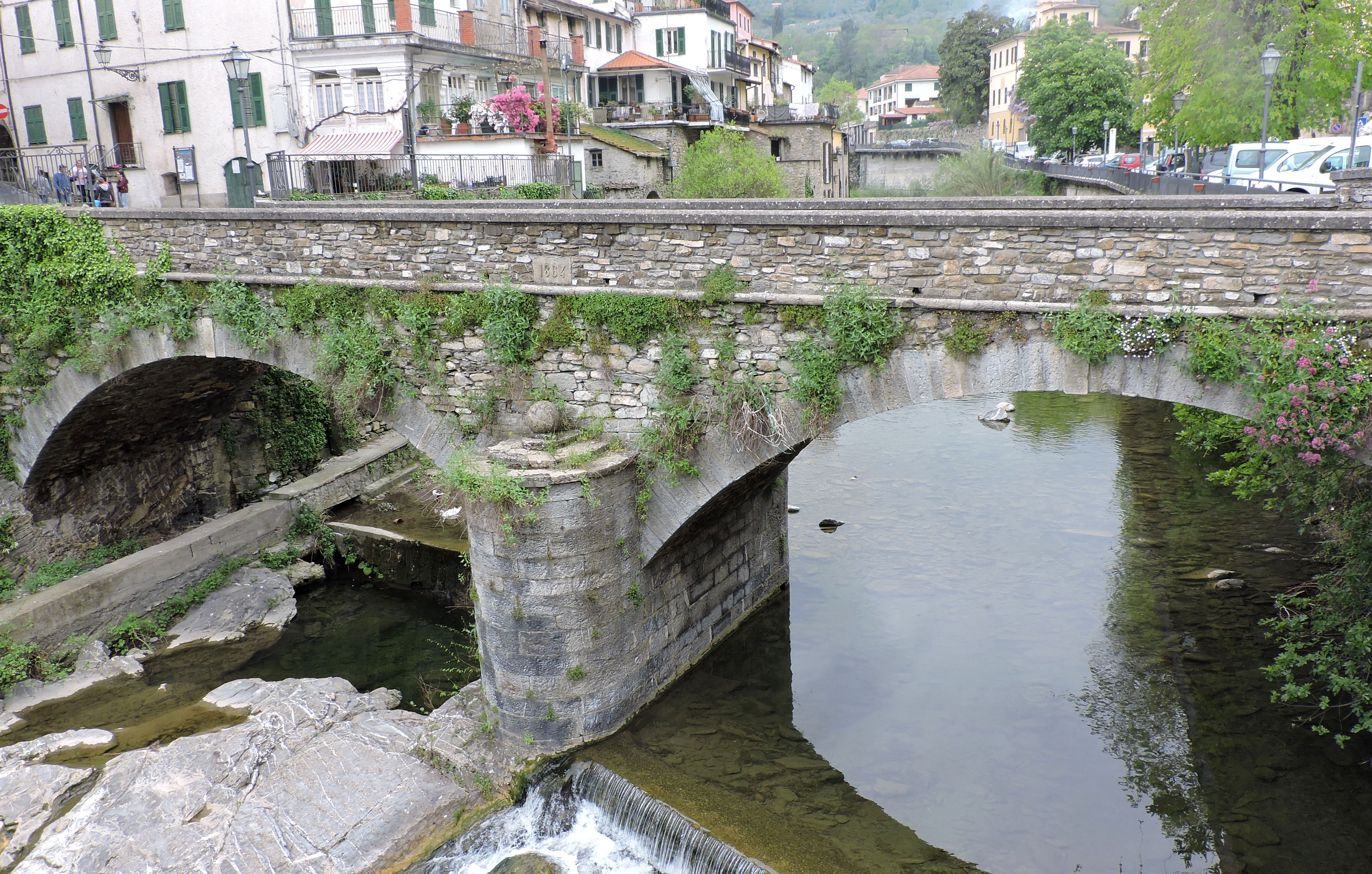
Un ponte sull'Impero a Borgomaro

Pare che il suo nome abbia origine dall'epoca prima di Cristo degli antichi romani (Imperum), poiché per qualche tempo rappresentò la linea di confine dell'avanzante Impero (imperium) di Roma in Italia.
Dal 1923 dà nome alla città d'Imperia, nata dall'unione dei due ex-comuni limitrofi di Oneglia e Porto Maurizio e di altri nove più piccoli (i comuni di Borgo Sant'Agata, Caramagna Ligure, Castelvecchio di Santa Maria Maggiore, Costa d'Oneglia, Moltedo superiore, Montegrazie, Piani, Poggi e Torrazza).

## Pesca
Il torrente è considerato di scarsa potenzialità per quanto riguarda la pesca; nella zona a monte di Borgomaro il popolamento ittico vede le trote che convivono con i ciprinidi, mentre verso il mare questi ultimi diventano del tutto prevalenti.

## Fauna
Comprende varie specie di uccelli:
folaghe, cormorani, gabbiani, gallinelle d'acqua, aironi, anatre, oche, piccioni, rondoni e, più di rado, fagiani e fagiani di monte. Come mammiferi si possono incontrare topi, gatti selvatici, cinghiali e raramente ghiri, volpi, tassi e ricci; verso sera si possono anche osservare i pipistrelli. D'estate ci sono, tra i rettili, piccole bisce e lucertole.
Alla foce del torrente è diffuso il pesce cefalo.